# 노성면
노성면(魯城面)은 대한민국 충청남도 논산시에 설치된 면이다.

## 개요
노성면은 논산시로부터 북부에 위치하며 공주시 방향으로 국도 제23호선을 따라 13km의 위치한다. 348m의 노성산이 있고 산 정상에는 국가사적지 제393호이자 논산8경의 하나인 옛 백제의 고성인 "노성산성"과 노성산 아래 "노성향교" "노성궐리사" "윤증고택"이 있어 선현들의 위덕을 고양할 수 있다. 조선시대에는 충청남도의 큰 고을인 노성현 또는 노성군의 지역으로 유학자가 많이 배출된 선비의 고장으로 유교사상의 뿌리가 깊은 전형적인 농촌지역이다. 윤증 고택은 조선시대의 상류 양반 가정의 표본이 되는 주택으로 원형이 그대로 보존되어 있고 유봉영당과 고택에는 유품 11점이 남아있어 옛 민속유물을 볼 수 있다. 또한 대한민국의 유일한 육군항공학교가 있어 항공훈련의 군사 요람의 산실이기도 하다. 특산물로는 딸기, 토마토, 멜론 등의 특용작물과 사과, 배의 과일이 주종을 이루고 있으며 농업용수가 풍부하고, 땅이 기름지어 미곡생산의 고장이기도 하다.

## 행정 구역
- 가곡리(佳谷里)
- 교촌리(校村里)
- 구암리(龜巖里)
- 노티리(蘆峙里)
- 두사리(豆寺里)
- 병사리(丙舍里)
- 송당리(松堂里)
- 읍내리(邑內里): 행정복지센터 소재지.
- 장구리(長久里)
- 죽림리(竹林里)
- 하도리(下道里)
- 호암리(虎巖里)
- 화곡리(禾谷里)
- 효죽리(孝竹里)

## 교육
- 육군항공학교
- 노성중학교
- 노성초등학교

## 문화재
- 노성산성 - 사적 제393호
- 노성향교 - 충청남도 기념물 제118호
- 유봉영당 - 충청남도 문화재자료 제280호